# Џејми Карагер
Џејмс Ли Данкан „Џејми“ Карагер (енгл. James Lee Duncan "Jamie" Carragher; 28. јануар 1978. у Мерзисајду) је бивши енглески фудбалски репрезентативац који је играо за ФК Ливерпул. Играо је у одбрани и носио дрес са бројем 23.
Од почетка (1996) до краја каријере био је члан Ливерпула. За Ливерпул је наступио више од 700 пута. За репрезентацију је дебитовао 1999. и на 38 наступа није постигао ни један гол. Пензионисао се на крају сезоне 2012/13. не успевши да освоји титулу шампиона Енглеске, али је са Ливерпулом освоји Куп Уефа 2001. године и УЕФА Лигу шампиона 2005. године у драматичном финалу у Истанбулу против италијанског Милана. Док је наступао за Ливерпул, десет сезона био је заменик капитена, а држи и рекорд као играч Ливерпула са највише наступа у европским такмичењима јер је одиграо 150 европских утакмица за Ливерпул.
Тренутно ради као коментатор на британском спортском каналу Скај Спорт.

## Каријера
Карагер је за Ливерпул потписао 1996. године, одиграо је 737 утакмица током 17 година и постигао 5 голова. Он је један од ретких играча који је целу каријеру провео у једном клубу. Од навијача је добио надимак МР Ливерпул. При долазку Рафе Бенитеза постао је редовни централни бек. Постао је први играч Ливерпула који је наступио у 100 утакмица у европским утакмицама. Карагер је у фебруару 2013. најавио да ће се повући на крају сезоне. Његова последња утакмица била је против Квин Парк Ренџерса на Енфилду 19. маја 2013. када га је публика поздравила аплаузом када је напустио игру 5 минута пре краја.